# Francesco Bonaini

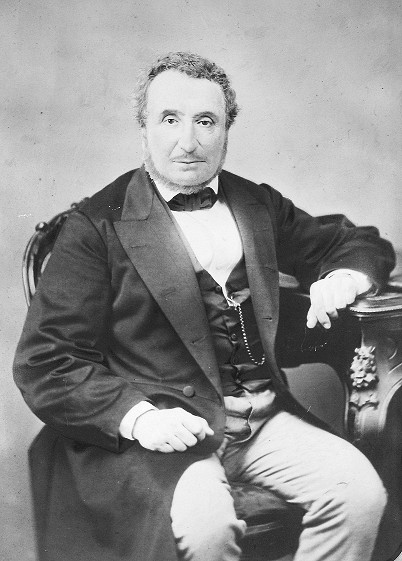
Francesco Bonaini

Francesco Bonaini (* 20. Juli 1806 in Livorno; † 28. August 1874 bei Pistoia) war ein italienischer Geschichtsforscher.

## Leben
Francesco Bonaini entstammte einer jüdischen, zum Katholizismus konvertierten Familie. Er widmete sich in Pisa theologischen und juristischen Studien und wurde an der dortigen Universität 1826 Professor des Kirchenrechts, 1840 Professor der italienischen Rechtsgeschichte und 1843 Bibliothekar. Später lebte er in Florenz und gehörte seit 1851 als Mitglied der dortigen Accademia della Crusca an, deren Bibliothekar er von 1851 bis 1854 war. Als arciconsolo leitete er sie von 1857 bis 1859. Als ferner 1852 eine Zentraldirektion der toskanischen Staatsarchive geschaffen und die Reorganisation dieser Anstalten beschlossen worden war, fiel deren Leitung Bonaini zu, der bald als Generalintendant an die Spitze trat und eine ausgebreitete Tätigkeit entwickelte. Diese erstreckte sich auf die Archive in Florenz und jene der großen Provinzialstädte, und in Siena, Pisa und Lucca wurden dabei Institute geschaffen, die als mustergültig galten. Außerdem bildete Bonaini eine vortreffliche, zahlreiche Schule jüngerer Archivare und Paläographen aus. 1870 musste er sich in ärztliche Pflege begeben und starb am 28. August 1874 im Alter von 68 Jahren in einer Villa bei Pistoia. Seit 1868 war er auswärtiges Mitglied der Bayerischen Akademie der Wissenschaften.
Bonaini verfasste zahlreiche kleinere rechts- und kunstgeschichtliche Arbeiten sowie amtliche Berichte über die Archive der Herzogtümer Modena und Parma und der päpstlichen Legationen (Florenz 1861). Vor allem aber veröffentlichte er, teilweise mit Unterstützung anderer, die großen Werke:
- Storie Pisane (2 Bde., Florenz 1844–45), eine Sammlung pisanischer Chroniken, und Cronache e storie inedite della città di Perugia dal 1150 al 1563 (2 Bde., Florenz 1850–51), beide Werke als Teil des Archivio storico italiano
- Statuti inediti della città di Pisa dal XII. al XIV. secolo (3 Bde., Florenz 1854–70), ein wichtiges italienisches Urkundenwerk
- Lettere inedite di L. A. Muratori a Toscani (Florenz 1854)
- Acta Henrici VII Romanorum imperatoris (2 Bde., postum hrsg. Florenz 1877), ein Urkundenbuch zur Geschichte des Italienzugs Heinrichs VII.